# Mutajaka
Moutajaka (gr. Μουτταγιάκα) – wieś w Republice Cypryjskiej, w dystrykcie Limassol. W 2011 roku liczyła 2939 mieszkańców.